# Plieskendorf
Plieskendorf, niedersorbisch Wjelchna, ist ein Gemeindeteil von Werchow, einem Ortsteil der Stadt Calau im nördlichen Teil Landkreises Oberspreewald-Lausitz im Süden von Brandenburg.

## Lage
Plieskendorf liegt in der Niederlausitz im Naturpark Niederlausitzer Landrücken.
Nordwestlich und nördlich liegt die Stadt Calau sowie der Calauer Ortsteil Saßleben. Von Nordosten bis Südosten folgen der Ortsteil Bolschwitz, der Vetschauer Gemeindeteil Gahlen sowie Orte der Gemeinde Luckaitztal. Im Südwesten grenzt Plieskendorf an Werchow und westlich liegt der Ortsteil Kemmen.

## Geschichte und Etymologie
Die erste Erwähnung war am 12. Dezember 1570 und erfolgte in Verbindung mit dem Rittergut Raden, beide Orte befanden sich in einer Hand. Plieskendorf wurde als Zeilendorf mit einem Vorwerk gegründet. Die erste urkundliche Erwähnung erfolgte als Bleyßkendorff im Jahr 1572 und wandelte sich zu Pleiskendorf in einer Urkunde vom 24. März 1578. Der Name ist möglicherweise auf einen Personennamen wie Bližk zurückzuführen. Das Vorwerk, der jetzige Lindenhof, verfügte über eine Schäferei und eine Försterei. Im Jahr 1761 wurde der niedersorbische Ortsname Welchna genannt. Dieser Name ist eine Umformung von wjerchny, was oben gelegen bedeutet und steht in Verbindung zum benachbarten Ortsnamen Werchow.
Nach dem Wiener Kongress kam Plieskendorf mit der gesamten Niederlausitz an das Königreich Preußen und gehörte zum Landkreis Calau. An den umliegenden Hügeln betrieben die Einwohner in der Mitte des 19. Jahrhunderts Weinbau. Im Jahr 1708 gab es im Dorf sieben Kossätengüter und 14 Personen im Alter zwischen 12 und 60 Jahren. Bis zum Beginn des 18. Jahrhunderts gehörte Plieskendorf zum Rittergut Reuden und kam 1723 zur Familie Borck. Zu dieser Zeit gab es nach wie vor sieben Kossätengüter. Im Jahr 1746 übernahmen die von Schönburg den Ort, 1810 die von Mosch. Eine Statistik aus dem genannten Jahr führte sieben Ganzkossäten sowie zwei Häusler oder Büdner auf; im Jahr 1823 wurden acht Kossäten genannt. Das Dorf bestand mit Hammelstall, Kolonie, Weinberghaus und Ziegelei (1818). Ein Graf von Oriol(l)a wurde 1853 als Eigentümer benannt. Plieskendorf bestand im Jahr 1864 mit Försterei, Kolonie, Schäferei und Weinberghaus. Das Dorf war im Jahr 1869 insgesamt 265 Morgen (Mg) groß, das Gut 1617 Mg (1853).
Am 1. April 1900 wurde Plieskendorf an Eugen Richter aus Buchwäldchen verkauft. Das Dorf war 67 Hektar (ha), das Gut 421 ha groß. Nach dem Zweiten Weltkrieg gehörte Plieskendorf zum 1952 neugegründeten Kreis Calau und wurde am 15. Juli 1965 nach Werchow eingemeindet. In den 1980er Jahren lag Plieskendorf in einem Bergbauschutzgebiet des Feldes Calau-Süd im Lausitzer Braunkohlerevier und war durch die Devastierung bedroht. Nach der Wende wurden die Planungen zur Öffnung des Feldes wieder verworfen.
Am 26. Oktober 2003 wurde Werchow (mit Plieskendorf) mit den Orten Mlode, Groß Mehßow, Kemmen, Bolschwitz und Saßleben in die Stadt Calau eingegliedert. Plieskendorf gehört zur Kirchengemeinde Calau, die seit 2010 Teil des Kirchenkreises Niederlausitz ist.

## Einwohnerentwicklung in Plieskendorf
| Einwohnerentwicklung in Plieskendorf von 1875 bis 1964 | Einwohnerentwicklung in Plieskendorf von 1875 bis 1964 | Einwohnerentwicklung in Plieskendorf von 1875 bis 1964 | Einwohnerentwicklung in Plieskendorf von 1875 bis 1964 |
| Jahr                                                   | Einwohner                                              | Jahr                                                   | Einwohner                                              |
| ------------------------------------------------------ | ------------------------------------------------------ | ------------------------------------------------------ | ------------------------------------------------------ |
| 1875                                                   | 102                                                    | 1890                                                   | 118                                                    |
| 1910                                                   | 150                                                    | 1925                                                   | 164                                                    |
| 1933                                                   | 147                                                    | 1939                                                   | 153                                                    |
| 1946                                                   | 228                                                    | 1950                                                   | 222                                                    |
| 1964                                                   | 159                                                    |                                                        |                                                        |

## Wirtschaft und Infrastruktur

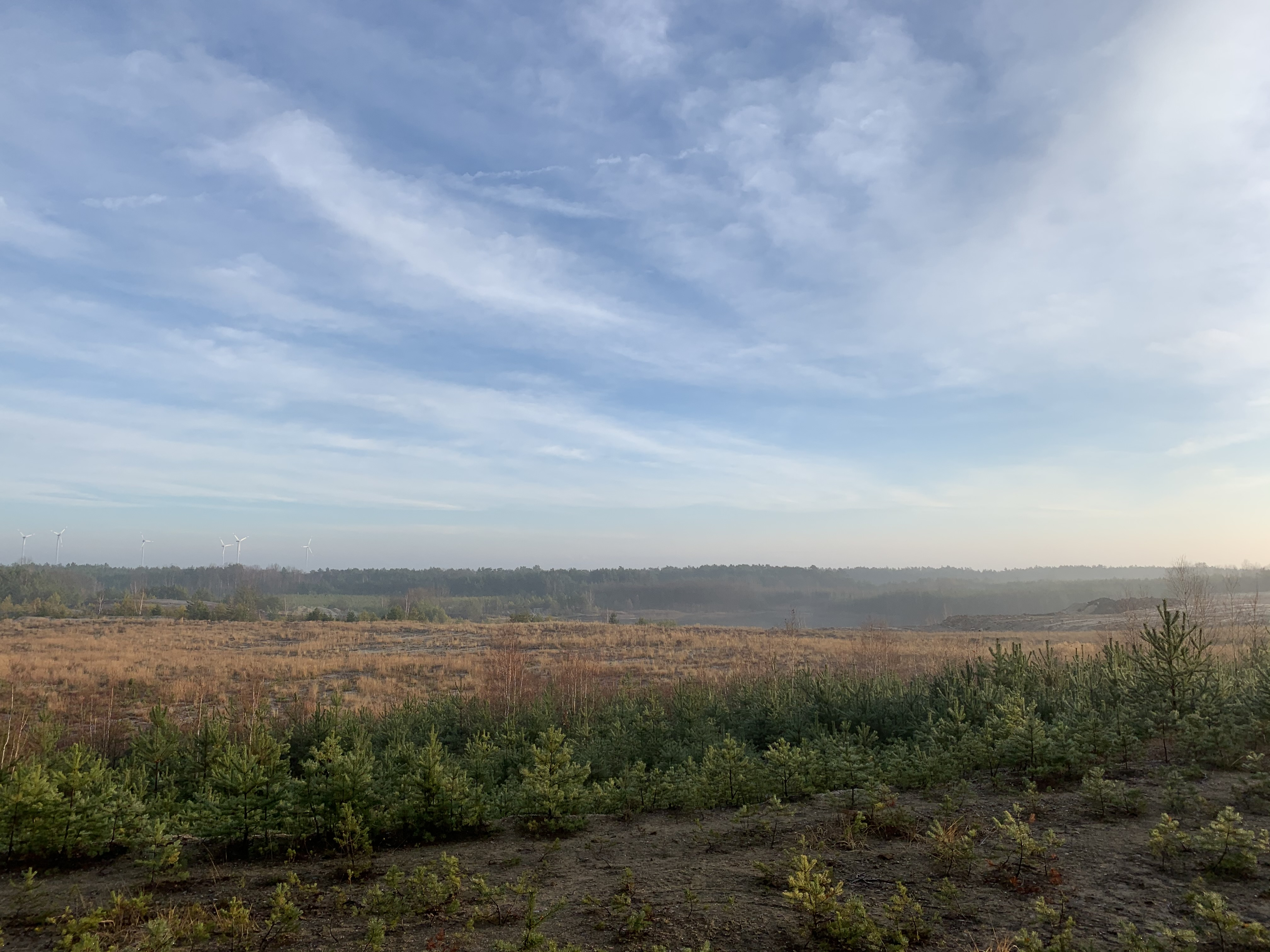
Ehemalige Tongrube

Westlich des Ortes verläuft die Bundesautobahn 13. Durch Plieskendorf laufen die Bahnstrecke Halle–Cottbus sowie Lübbenau–Kamenz.
Nachdem das wiederaufgebaute Klinkerwerk Buchwäldchen in Betrieb ging, schlossen Arbeiter zu Beginn der 1950er-Jahre die Tongrube Plieskendorf auf. Im Jahr 1953 wurde der erste Eimerkettenbagger eingesetzt. Die Tongewinnung wurde bis 1990 betrieben, derzeit wird vorrangig Kies abgebaut. Die Kiesgrube ist das nördlichste Fundgebiet für Lausitzer Achate.